# Vano Moeradeli
Vano Iljitsj Muradeli (Georgisch: ვანო მურადელი; Russisch: Вано Ильич Мурадели), geboren als Ivan Iljitsj Lenin Muradov of Hovhannes Mouradian, (Gori, 6 april 1908 (naar de Juliaanse kalender: 24 maart) – Tomsk, 14 augustus 1970) was een Georgisch-Sovjet-Russisch componist en dirigent. Zijn ouders Ilja Petrovitsj Muradov (1864-1944) en Helen Zakharovna Muradov waren afkomstig vanuit Armenië.

## Levensloop
Muradeli was in dezelfde stad geboren als Jozef Stalin en in zijn jeugd een overtuigde Stalinist. Als patriot wisselde hij ook zijn achternaam, om het qua klank dichter bij de naam Dzjoegasjvili, de oorspronkelijke naam van Jozef Stalin, te brengen. Voortaan noemde hij zich Muradeli. Hij studeerde aan het Staatsconservatorium van Tbilisi bij C. Barkhudarijan (compositie) en M.M. Bagrinovski (orkestdirectie), waar hij in 1931 afstudeerde. Van 1934 tot 1938 studeerde hij compositie aan het Conservatorium van Moskou (Russisch: Московская Государственная Консерватория им. П.И.Чайковского) in Moskou bij Nikolaj Mjaskovski en Boris S. Schechter (1900-1961). Tijdens de Tweede Wereldoorlog was hij van 1942 tot 1944 artistiek directeur van het centrale ensemble van de Russische Marine.
In 1946 werd hij onderscheiden met de Stalin Prijs. Zijn opera De grote vriendschap werd door de censuur op de basis van de resolutie van het Centraal Comité van de Communistische Partij van de Sovjet-Unie verboden. Na Stalins dood vierde hij weer successen, werd opnieuw lid van de federatie van Sovjet-componisten en werd onderscheiden als volksartiest van de Sovjet-Unie in 1968. Na zijn dood werd hij in Moskou begraven op de Novodevitsjibegraafplaats, dat bij het Novodevitsjiklooster hoort.

## Composities

### Werken voor orkest

#### Symfonieën
- 1938 Symfonie nr. 1 - in herinnering aan Kirov
- 1944 rev.1945 Symfonie nr. 2 in D majeur

#### Andere werken voor orkest
- 1939 Georgische danssuite
- 1940 Feestelijke ouverture voor de 50e verjaardag van Molotov
- 1950 The Road of Victory, symphonisch gedicht voor gemengd koor en orkest

### Werken voor harmonieorkest
- 1941 Mars, voor gemengd koor en harmonieorkest

### Cantates
- 1939 Our Leader, cantate ter gelegenheid van de 60e verjaardag van Jozef Stalin voor solisten, gemengd koor en orkest
- 1959 Together For Ever, cantate voor vrouwelijke zangstem, gemengd koor en orkest
- 1960 Lenin is Among Us, cantate voor bas, gemengd koor en orkest

### Muziektheater

#### Opera's
| Voltooid in                | titel                                  | aktes                  | première                                                | libretto                                                    |
| -------------------------- | -------------------------------------- | ---------------------- | ------------------------------------------------------- | ----------------------------------------------------------- |
| 1940-1947; 2e versie: 1960 | Velikaja družba (De grote vriendschap) | 4 bedrijven            | 28 september 1947, Perm; 2e versie: 1970, Ordzjonikidze | Georgij Mdivani naar teksten van J. Stremin en E. Iodkovsky |
| 1950-1961                  | Oktjabr' (Oktober)                     | proloog en 3 bedrijven | 1964, Moskou                                            | Vladimir Lugovskoj en Viktor Vinnikov                       |

#### Operette
| Voltooid in | titel                                                      | aktes | première        | libretto        |
| ----------- | ---------------------------------------------------------- | ----- | --------------- | --------------- |
| 1965        | Devuška s golubymi glazami (Het meisje met de blauwe ogen) |       | 1966, Wolgograd | Viktor Vinnikov |
| 1968        | Moskva-Pariž-Moskva (Moskou-Parijs-Moscou)                 |       | 1970, Moskou    | Viktor Vinnikov |

### Vocale muziek

#### Werken voor koor
- 1941 Zdravitza, voor gemengd koor en orkest

#### Liederen
- 1940 Song on the Youth of Stalin, voor zangstem en orkest
- 1941 Song-toast, ter ere van Jozef Stalin
- 1949 Hymne voor de internationale unie van studenten - tekst: L. Oshanin
- 1950 Moskou - Peking
- 1954 Legendarisch Sebastopol - tekst: P. Gradov
- 1958 Cranes
- 1959 Buchenwald alarm - tekst: A. Sobelev
- 1963 Mars voor de Astronauten - tekst: E. Dolmatovskij
- Hymne op Moskou - tekst: A. Kovalenko

### Filmmuziek
- The Fergana-Canal
- Honour
- The Mountains of Fatusiva

## Publicaties
- Vospominanija i st. (Erinnerungen u. Aufsätze), Moskva: Sov. kompozitor 1983. 160 p.
- Iz moej zizni, 2-e izd., Moskva: Muzyka 1980. 38 p.